# 高橋カネ子
高橋 カネ子（たかはし　かねこ、1942年9月26日  - ）は、日本の元スピードスケート選手である。長野県軽井沢町出身。長野県軽井沢高等学校－三協精機
1964年インスブルックオリンピックに出場、500m14位、1000m18位、1500m18位、3000m16位だった。